# 優素福·卡馬許
優素福·穆罕默德（Youssef El-Kamash，1995年7月20日—）是一名埃及游泳運動員，主攻100公尺和200公尺蛙式項目。他於2015年非洲運動會獲得兩面金牌、兩面銀牌及一面銅牌。

## 外部連結
- College Swimming